# تاریخ طبرستان
این مقاله به تاریخ ناحیهٔ تبرستان در دوره‌های مختلف می‌پردازد.

## قدمت سکونت در طبرستان
قدمت بقایای باستانی به دست آمده از غار شوپری شهر رستمکلا در شهرستان بهشهر، به بیش از یکصدهزار سال گذشته بازمی‌گردد؛ این بقایا شامل دست‌افزاهای سنگی و فسیل استخوان‌های جانورانی است که توسط انسان‌های عصر پارینه سنگی شکار شدند. غار شوپری که در ۱۰ کیلومتری جنوب شهر رستمکلا در شرق مازندران و دره مهربان رود واقع شده، از بزرگترین غارهای شناخته شده در مازندران است که بیش از ۷۵ متر طول و بیش از ۷۰۰ متر مربع مساحت دارد. غار شوپری در سال ۱۳۹۹ توسط نگارنده شناسایی و به دلیل اهمیت بالای این اثر بلافاصله فرایند تعیین عرصه و حریم آن با مجوز پژوهشگاه میراث‌فرهنگی و گردشگری، در سال ۱۴۰۰ انجام شد و با شماره ۳۳۶۹۶ در فهرست میراث‌فرهنگی کشور به ثبت رسید. کاوش باستان‌شناسی به منظور لایه‌نگاری این غار در سال‌های ۱۴۰۱ و تابستان ۱۴۰۲ با مجوز پژوهشگاه میراث‌فرهنگی و گردشگری توسط نگارنده از سوی اداره کل میراث‌فرهنگی، گردشگری و صنایع‌دستی مازندران انجام شد. بقایای بسیار فراوان استخوان‌های جانوری به دست آمده که اثر قصابی با ابزارهای سنگی بر روی آنها برجای مانده، همچنین بقایایی از دوره نوسنگی با قدمت بیش از هفت هزار سال از لایه‌های سطحی غار شوپری به دست آمده که نشان از ارتباطات پیش از تاریخ ساکنان مازندران با نواحی شرقی و شمال شرقی ایران و نواحی جنوبی آسیای میانه دارد.

## ورود اقوام مختلف

آماردها و تات های تپور در کرانه‌های دریای مازندران.

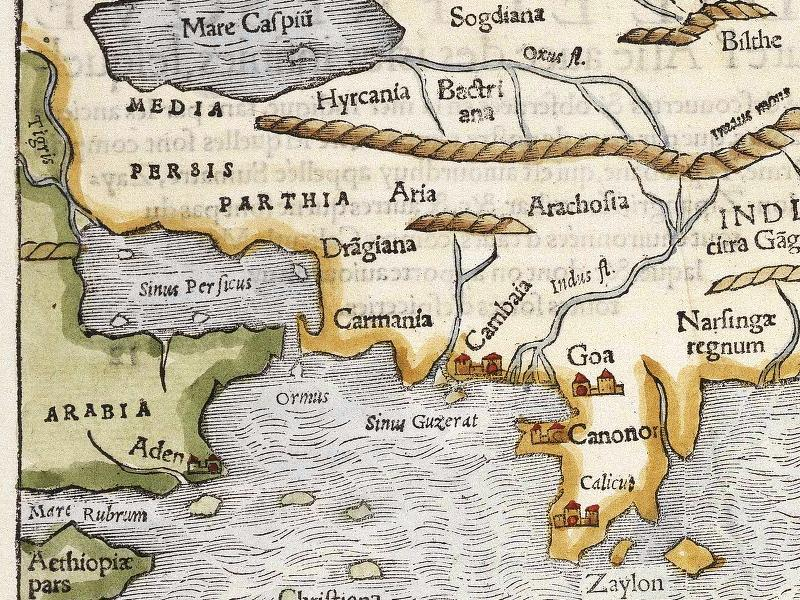
آماردها و ورکانی‌ها در کرانه‌های دریای مازندران در نقشه‌ای فرانسوی دیده می‌شوند.

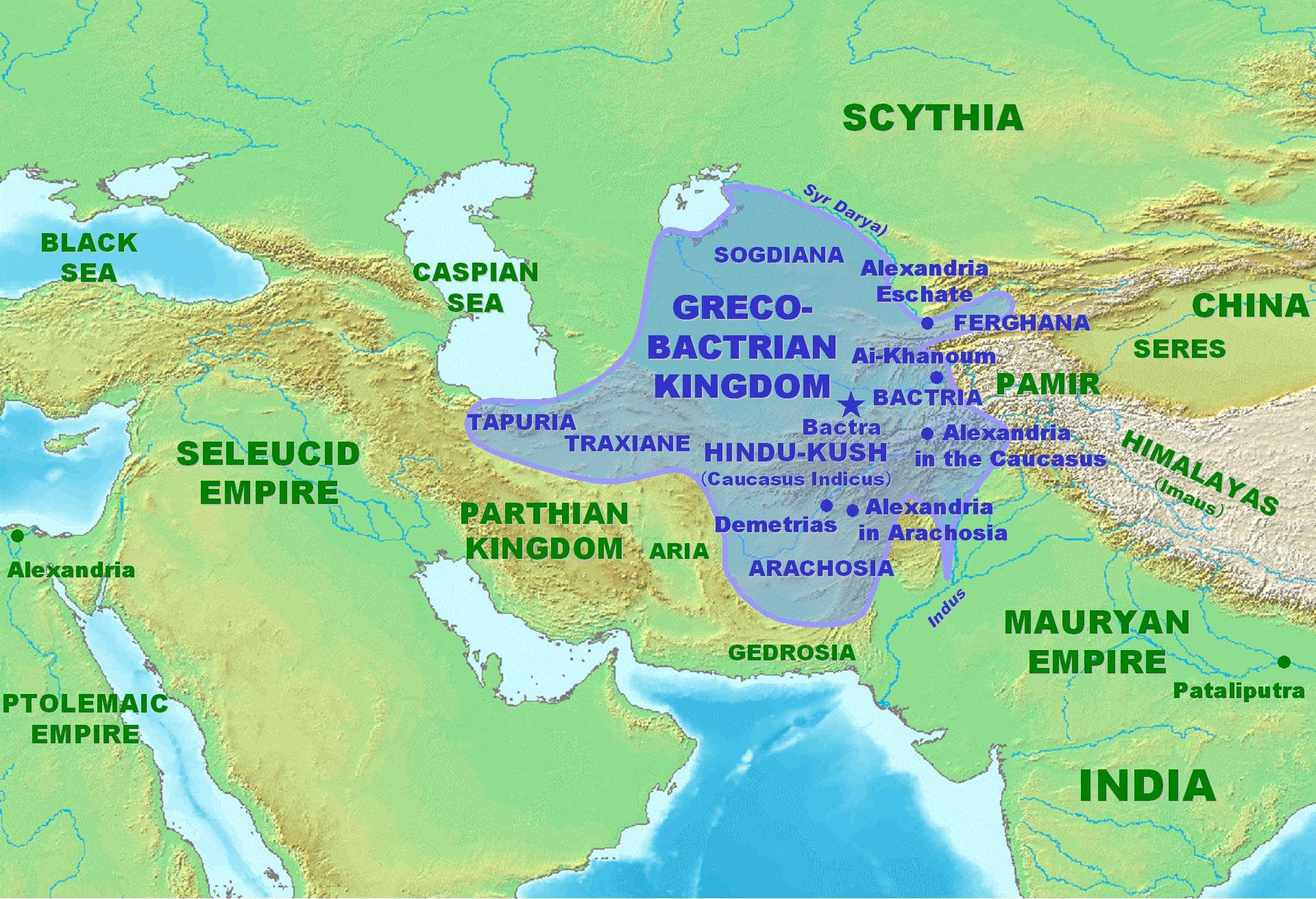
در زمان سلوکیان، تپوریه یا تبرستان یکی از سرزمین‌های تحت سلطهٔ دولت یونانی بلخ بود.

ساکنان کهن دریای مازندران از غرب به شرق به ترتیب اقوام کادوسیان و آناریاکه و آمارد و تاتها بودند. سرزمینی که امروزه مازندران نامیده می‌شود دوران هخامنشیان، ورکانه نامیده می‌شد و پیش از اسلام، تپورستان (به پارسی میانه: ) نامیده می‌شد که برگرفته از نام قوم تات (به یونانی: Τάπυροι، تَپیری) می‌باشد که پس از اسلام قوم تات نام گرفتند و سرزمینشان تبرستان نامیده شد. تپوری‌ها قومی باستانی و از اقوام ایرانی‌تبار که در تپورستان جنوب دریای مازندران سکونت داشتند و تیره‌هایی از این قوم در نواحی همچون هیرکانیا، پارت، ماد و سکاستان و ارتفاعات شرقی البرز سکونت داشتند. تپورها قومی گسترده پیش از آریایی‌ها بوده‌اند که به وسیلهٔ اقوام مهاجر ایرانی به نواحی کوهستانی عقب رانده شدند. محققین تپوری‌ها را از بومی‌های مازندران و نواحی آن از زمان قبل از آمدن آریان‌ها به ایران می‌دانند.طبق نظر استرابون، تپورها در حد فاصل آماردها و هیرکانیه و همچنین ارتفاعات شمال کشور زندگی می‌کردند. (یعنی میان آمل و گنبد امروزی و ارتفاعات البرز) اما دیاکونوف نوشته: «تپورها در هیرکانیه ساکن بودند و تحت نفوذ هیرکانیان.» مرز شرقی آن‌ها استرآباد و مرز غربی آن‌ها از کلار و چالوس بود. شهرهای آمل، چالوس، کلار، سعیدآباد و رویان جزئی از سرزمین تپورها بودند. مازندران بخشی از تپورستان است و شهرهای آمل، ساری، کجور و کلاردشت از مراکز تاریخی طبرستان بودند. استرابون تپورها را ساکن پنج مکان متفاوت می‌داند. وی گروهی از تپورها را به عنوان کوهنشین‌های شمال کشور در کنار آمارد نام می‌برد. وی گروه دیگری از تپورها را میان هیرکانی‌ها و دربیک‌ها نام می‌برد. وی دسته دیگر از تپورها را میان هیرکانی‌ها و آریا نام می‌برد. وی دسته دیگر از تپورها را در ماد نام می‌برد و مکان دسته دیگر از تپورها را در کنار آناریاکه‌ها می‌داند و دسته دیگری از تپورها را در کنار اقوام آمارد و کادوسی به عنوان کوهنشین‌های شمال یاد می‌کند. ظاهراً ایشان قبایل گسترده‌ای بودند که با آمدن آریایی‌ها عقب رانده شدند. به گزارش لوسیوس فلاویوس آریان گزنفون مورخ یونانی اسکندر مقدونی به سرزمین آماردها لشکر کشید و بر آماردها پیروز شد و آنان را تحت فرمان ساتراپ تپورها به نام فرادات قرار داد. آماردها و تپورها بعدها جز ساتراپ پارت درآمدند. فرهاداول پادشاه اشکانی در حدود سال ۱۷۶ قبل از میلاد آماردها را تحت انقیاد خود درآورد و آنان را به خاراکس (گرمسار) در ری کوچانید.
در مسکوکات سلاطین مستقل مازندران که خود سکه می‌زدند نام پادشاه تاپورستان آمده‌است.
طبرستان از زمان ساسانیان تا دورهٔ شاه عباس یکم صفوی سرزمین مستقل به نام طبرستان بوده که شهرهای آمل، ساری، کجور و کلار در دوره‌های مختلف مرکز آن بودند. وجود شاهان و اسپهبدان شکست ناپذیر بزرگ مانند فرخان بزرگ که فاتح جنگ با ترکان و اعراب بوده‌است و حضور جنگجویان طبری در سپاه آل بویه، شاه عباس صفوی، نادرشاه افشار و آقامحمدخان قاجار، در طول تاریخ به مازندران و مردم مازندران شهرت خاصی در جنگاوری بخشیده‌است. از نکات جالب توجه در تاریخ طبرستان قیام‌های پیاپی علیه ستم‌گران و بیگانگان و سلسله‌هایی با عمر ۱۰۰۰ساله می‌باشد که چشم هر خواننده‌ای را خیره می‌کند. بزرگ‌ترین (از لحاظ مدت حکومت) سلسله جهان سلسله‌ای به نام پادوسبانیان بوده که در غرب طبرستان حکومت می‌کرده.

### قوم آمارد
از آماردیان که در دنیای باستان به جنگاوری و سلحشوری شهرت داشتند، در یادداشت‌ها و منابع تاریخی به نام‌های مردان، مرد، مارد، مردوس و آمرد یاد شده‌است و سرزمین آنان را بین کادوس و تپور نشان داده‌اند. استرابون یکی از اقوام ساکن در کرانه‌های جنوب دریای کاسپین را ماردها یا آماردها معرفی می‌کند. در کتاب وندیداد، آماردها پیرو اهریمن و سرزمینشان مجاور مرغیانا (مرو امروزی) معرفی شده‌است: «سومین و بهترین سرزمین‌ها که اهورامزدا آفرید مرغیانا است که نیرومند است و وفادار به آریا. اهریمن مرگ زا بر ضد او اقوام (مردان) را به وجود آورد.»تاریخ طبرستان - جلد اولاین قوم جزو اولین اقوام باستانی ساکن در شمال ایران و یکی از اصلی ترین نیاکان مردم گیلان و مازندران محسوب شده که از رودبار تا آمل فعلی زندگی می کردند.محمدجواد مشکور این قوم را از اقوام پیش از آریاییان معرفی می‌نماید.آریان مورخ یونانی به مارد‌های زاگرس در سپاه هخامنشی اشاره کرده است. این گروه از ماردها به عنوان تیرانداز در نبرد گوگمل حضور داشتند.  به گفته یحیی ذکا، در کتاب «کاروند کسروی»، آماردان یا ماردان، در زمان لشکرکشی اسکندر مقدونی به ایران، این تیره در مازندران نشیمن می‌داشتند، و آن هنگام هنوز تپوران به آنجا نیامده بودند ولی سپس، چنان‌که از گفته‌های استرابو پیداست، در آذربایجان و ارمنستان و پارس و دیگر جاها پراکنده شده‌اند.

### تاریخ باستانیقوم تپور

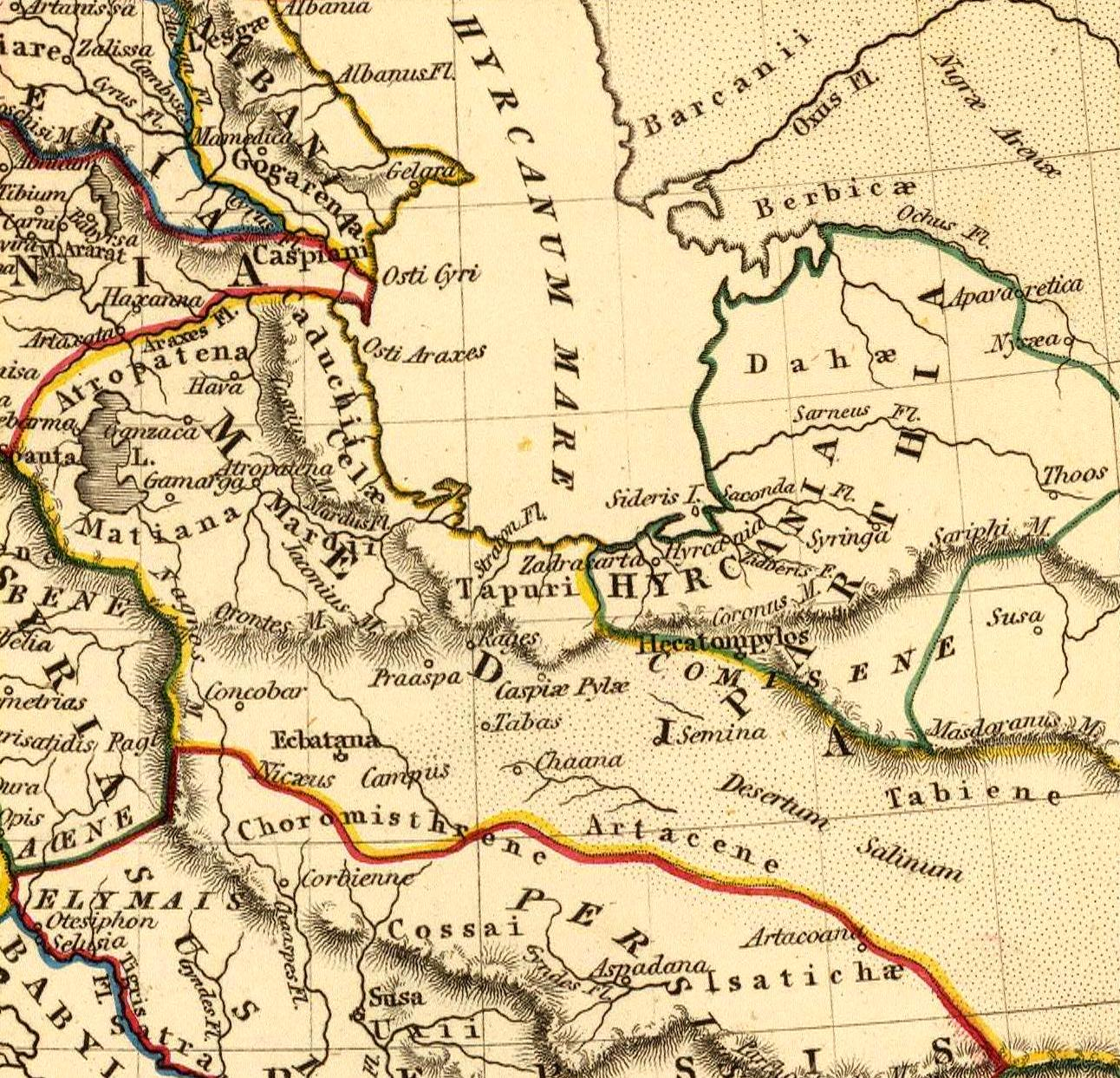
موقعیت تپورها در قرن دوم قبل از میلاد، از شرق سپیدرود تا هیرکانیا

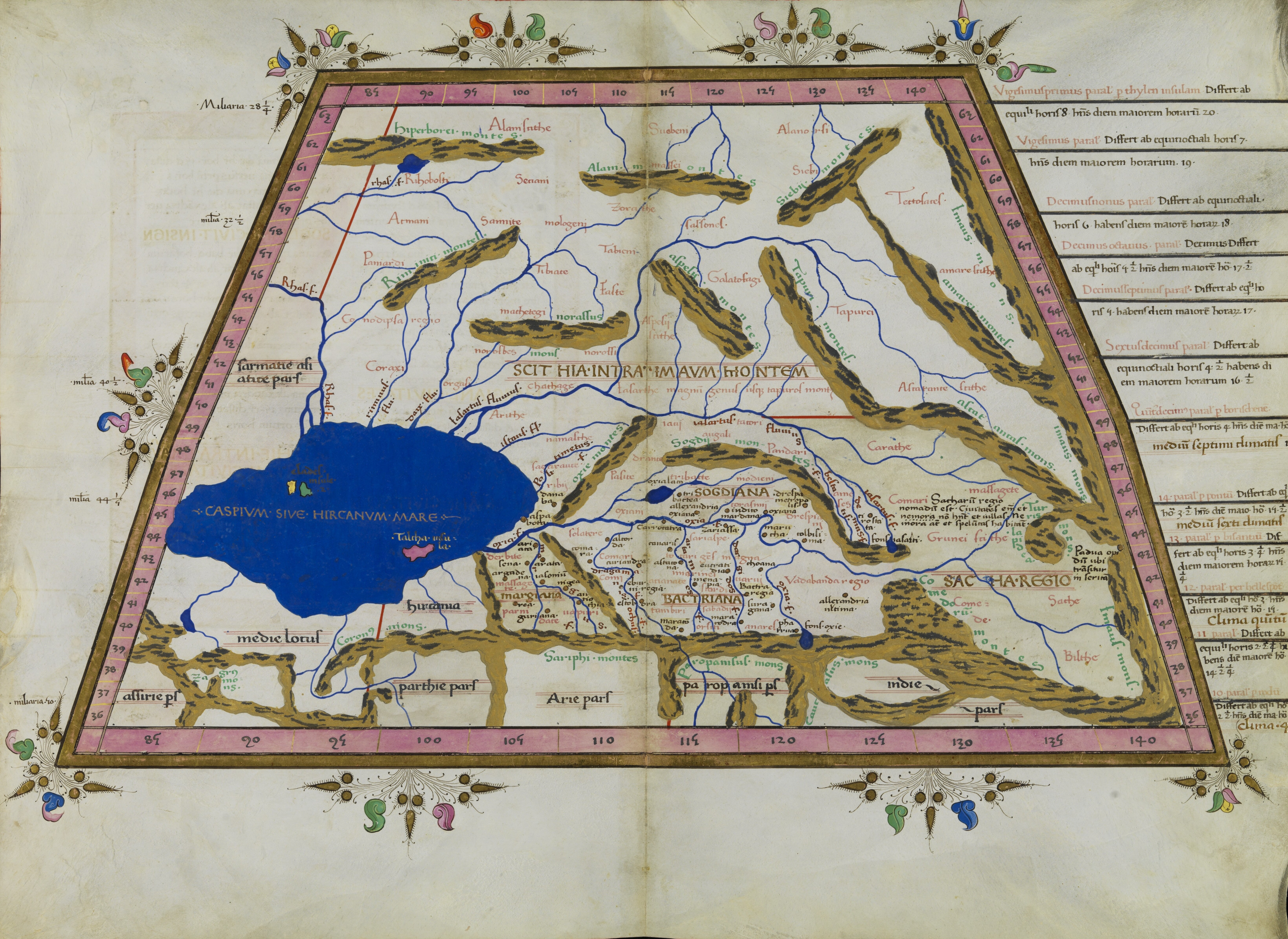
نقشه سرزمین سکاستان منتسب به بطلمیوس اثر ژاکوپ آنجلو مترجم قرن پانزدهم. سرزمین گروهی از تپورها در این نقشه دیده می‌شود.

در پیوند با تاریخ مردم مازندرانی، باید به این نکته توجه داشت که پیشینه گذاشتن نام مازندران به روی طبرستان، پس از سرایش شاهنامه بوده‌است و در نگاشته‌های پیش از شاهنامه فردوسی، نامی از مازندران در دست نیست و تاریخ نگاران یونانی و رومی، در گزارش‌های تاریخی در عصر آشوریان، هخامنشیان، اسکندر و اشکانیان، نام آن سامان را تپوریا(TAPURIA) قید کرده‌اند. چنانچه در دوران ساسانیان آن را تپورستان خوانده‌اند و پس از یورش عرب‌ها در منابع ایرانی و عربی، به طبرستان معرب شده‌است. همچنین بسیاری از اساتید شاهنامه‌شناس در اینباره کتاب و مقالاتی ارائه کرده‌اند. مانند کتاب «پژوهشی در شاهنامه» نوشته دکتر حسین کریمان، ادیب و لغت‌شناس و مورخ معاصر و استاد دانشگاه شهید بهشتی که در باب تفاوت مازندران شاهنامه فردوسی با مازندران امروزی نوشته شده‌است.
مردم مازندرانی یکی از اندک شمار اقوام ایرانی‌تبار هستند که امروزه از هویت و نام باستانی قومیت ایشان، در جغرافیای یونانی و رومی چون جغرافیای بطلمیوس و استرابون و همچنین گزارش مورخان یونانی و رومی چون آریان و کوینت کورس، نامی بر جای مانده‌است.
مردمی که امروزه مازندرانی یاد می‌شوند، همان مردم طبرستان هستند. نام طبرستان معرب نام تپورستان بوده و به پیشینه یکی از اقوام سکاها و ایرانی با نام تپور (تیبارین)، در حاشیه جنوبی دریای مازندران کنونی بازمی‌گردد. قومی سکایی و ایرانی که در جغرافیای بطلمیوس و جغرافیای استرابون و همچنین در کتاب آناباسیس اسکندر نوشته آریان مورخ یونانی و گزارش کوینت کورس و در هیستوریای هرودوت از این قوم یاد شده‌است.
از قوم طبری با نام‌های تپوری، تپیری، تیپار، تیبارین، تیبرانی، تبری و طبریان یاد شده‌است.
هرودوت(۴۸۴–۴۲۵ ق. م)، در کتاب «هیستوریای»، در زمینهٔ پرداخت‌های ساتراپ‌های امپراتوری هخامنشی به داریوش، از مردمان موشی (moschie)، تیبارین (تپور)(tibarenie)، ماکرون(macrones)، موزیکان (mossynoekie)، و مار (آمارد)(mares) در ساتراپ نوزدهم نام برده‌است.
به گفته آرنولد جی. توینبی تیپار و تیبارین در عصر هخامنشی صورت دیگر از نام قوم تپور هستند و تمامی این اقوام همچون قوم تپور در تپورستان اقوام کوه‌نشین (به یونانی: tapouroi) بودند. تیپارها و موسخی‌ها (موشی‌ها) دارای فرمانده واحد بودند و ماکرون‌ها با موزیکان‌ها فرمانده واحد داشتند و مارها با کلخی‌ها فرمانده واحد داشتند. تیپارها و ماکرون‌ها و موسخی‌ها (موشی‌ها) با ساز و برگ موسخی رژه می‌روند.
به گفته کتزیاس (۴۴۱–۳۹۲ق. م) نینوس پادشاه آشور تپوریان را مطیع خویش کرد.
کتزیاس از قوم تپور در کنار هیرکانی و کادوسی به عنوان یکی از نواحی نام می‌برد که توسط نینوس پادشاه آشور فتح شدند. به گزارش کتزیاس: از سرزمین‌های واقع در دریا و دیگر سرزمین‌های هم‌مرز با آن‌ها، نینوس مصر و فنیقیه را تحت سلطه خود درآورد، سپس سیلسیرا، کیلیکیه، پامفیلیه و لیکیه، و همچنین کاریا، فریگیه و لیدیه. بعلاوه، او ترود، فریگیه را در هلسپونت، پروپونتیس، بیتینی، کاپادوکیه و همه ملل بربر که در سواحل پنتوس تا تنائیس ساکن هستند تحت کنترل خود قرار داد. او همچنین خود را حاکم سرزمین‌های کادوسی، تپوری، هیرکانی، درانگی، دربیکی، کارمانی، کورمنایی و بورکانی و پارت کرد. او هم به پارس و هم به سوزیانا و کاسپین حمله کرد، همان‌طور که می‌گویند، گذرگاه‌های بسیار تنگی وارد آن می‌شوند، به همین دلیل به عنوان دروازه‌های کاسپین شناخته می‌شوند. بسیاری از ملل کوچکتر دیگر را نیز تحت سلطه خود درآورد، که صحبت دربارهٔ آنها کار طولانی خواهد بود. اما از آنجا که حمله به باکتریا دشوار بود و شامل بسیاری از مردان جنگجو بود، پس از زحمت و تلاش بیهوده، او جنگ با باکتریا را به زمان دیگری موکول کرد و نیروهای خود را به آشور بازگرداند و مکانی را برای تأسیس یک شهر بسیار بزرگ انتخاب کرد.
پولیبیوس (۲۰۵–۱۲۵ ق. م) در کتاب خود، آنجا که از دشت هیرکانیه صحبت می‌کند، اشاره دارد که خارج از مرزهای شرقی (سرزمین ماد)، دشتی بیابانی وجود دارد که تا کوه‌های تپوریه می‌رسد که از دریای هیرکانیه خیلی دور نیست. پولیبیوس می‌نویسد: ماد در آسیای مرکزی قرار دارند و به عنوان یک کل به آن نگاه می‌شود، از نظر وسعت و ارتفاع رشته کوه‌های خود نسبت به سایر مناطق آسیا برتری دارد. باز این مشرف بر کشور برخی از شجاع‌ترین و بزرگ‌ترین اقوام است؛ زیرا در خارج از مرز شرقی خود دارای دشت بیابانی است که پارس را از پارت جدا می‌کند. این مشرف به دروازه‌های کاسپین (caspian gate) است و تحت فرمان آن است و تا کوه‌های تپوری (mountains of the Tapyri) که فاصله زیادی با دریای هیرکانی ندارند، ادامه دارد.
به گفته آریان (۸۶ میلادی) مورخ یونانی گروهی از تپورها بین هیرکانیا و آمارد ساکن بودند که اسکندر مقدونی پس از دست یابی به سرزمین آمارد ولایت آمارد را به ساتراپ تپورستان که والی آن فرادات فرمانده قوم تپور بود ضمیمه کرد.
به گفته پلینی ملت‌هایی که در اطراف دریای هیرکانی قرار گرفته‌اند: در شرق کاسپی منطقه ای واقع شده‌است که با نام آپاورتن (Apavortene) شناخته می‌شود. جایی که به دلیل حاصلخیزی منحصر به فرد خود، داریوم (Dareium) نامیده می‌شود. سپس به سراغ ملتهای تپوری (Tapyri)، آناریاکه(Anariaci)، استائورس (Staures) و هیرکانی (Hyrcani) می‌آییم.
در کتاب ۶، فصل ۱۴، بخش ۱۲ از جغرافیای بطلمیوس(۹۰–۱۶۸ میلادی) که دربارهٔ سرزمین‌های سکاها در آسیای میانه هست، از تیره‌ای از این قوم به عنوان قومی ساکن در سرزمین‌های سکایی یاد شده‌است. بطلمیوس این دسته از تپورها را در سرزمین سکایی دانست. در شمال شرق نقشه بطلمیوسی که ارائه شده، نام قوم تپور (tapurei) دیده می‌شود. بطوریکه در همین نقشه به روشنی می‌توان دید، فاصله این تیره از تپورها (tapurei) که در سزمین سکاها ساکن هستند با سرزمین گروه دیگری از تپورها (tapuri) که در جنوب دریای مازندران سکونت دارند زیاد است. به گفته بطلمیوس به سمت شرق کوه‌های تپوری (tapuris mountains) و سرزمین سکستان (scymbi scythae) مردم تپوری (tapurei) ساکن هستند.
دو نقشه از کتاب جغرافیای ششم بطلمیوس بخش سرزمین‌های سکایی و دیگری نقشه‌ای از تپورستان در دوران اشکانیان که ضمیمه شده‌است. نام و محل اسکان قوم تپور در این نقشه‌ها مشخص شده‌است.
بطلمیوس(۹۰–۱۶۸ میلادی) در کتاب ۶، فصل ۲، بخش ۶ از جغرافیای خود که دربارهٔ سرزمین ماد هست، از تیره دیگری از قوم تپور یاد کرده که در شمال قومس (choromithrena) و منطقه الیماس (elymais) تا سرچشمه رود چرینداس (charindas river) (رودخانه چرینداس در شرق مازندران واقع شده‌است) در سرزمین ماد ساکن بودند. بطلمیوس می‌نویسد سرزمین قومس (choromithrena) تا پارت ادامه می‌یابد و در شمال آن الیمایس (helymais) هست، از آنجا تا سرچشمه‌های رودخانه چرینداس (charindas) مناطقی هستند که تپوری‌ها (tapuri) ساکن هستند.
استرابون(۶۳ ق. م) اقوام تپوری را در کنار اقوام آمارد به عنوان اقوام کوهستان نشین در شمال کشور یاد می‌کند. استرابو می‌نویسد: تمام مناطق این کشور به استثنای بخشی به سمت شمال که کوهستانی و ناهموار و سرد است و محل زندگی کوهنشینانی به نام کادوسی (Cadusii) و آماردی (Amardi) و تپوری (Tapyri) و کرتی (Cyrtii) و سایر مردمان دیگراست، حاصلخیز است.
استرابون(۶۳ ق. م) اعتقاد دارد نواحی تپور و ری و دروازه کاسپین بخشی از سرزمین ماد بود که اشکانیان بر آن سلطه یافتند و می‌نویسد: مناطقی از کشور پارت قومس (Comisene) و (Chorene) است و می‌توان گفت کل منطقه ای است که تا دروازه کاسپین (Caspian Gates) و ری (Rhagae) و تپوری (Tapyri) گسترش می‌یابد، که قبلاً متعلق به ماد بود.
استرابون(۶۳ ق. م) در قسمتی دیگر جایگاه تپورها را بین هیرکانی‌ها و دربیک‌ها معرفی می‌کند و می‌نویسد: گفته می‌شود که تپوری‌ها (Tapyri) بین دربیک‌ها (Derbices) و هیرکانی‌ها (Hyrcanians) زندگی می‌کنند.
در جغرافیای استرابون گروهی از قوم تپور به عنوان قومی ساکن میان سرزمین هیرکانی و سرزمین آریا (خراسان) یاد شده‌است.
استرابون(۶۳ ق. م) گروهی دیگر از تپورها را ساکن کنارهٔ دریا هیرکانی معرفی می‌کند و از تپورها به عنوان قومی در کنار آناریاکه‌ها (شرق گیلان) نام می‌برد. استرابون می‌نویسد: موقعیت اقوام در حوالی دریای هیرکانی در شرق کاسپی … به اقوام تپوری (Tapyri)، آناریاکه (Anariaci)، استاورس (Staures) و هیرکانی (Hyrcani) می‌رسیم.
استرابون(۶۳ ق. م) اقوام ساکن در حاشیه جنوبی دریای مازندران و غرب هیرکانی را بدین گونه نام می‌برد: تپوری‌ها (Tapyri) بین هیرکانی‌ها و آریایی‌ها زندگی می‌کنند و در یک مدار در اطراف دریا پس از هیرکانی‌ها (Hyrcanins)، آماردی‌ها (Amardi) و آناریاکه (Anariacae) و کادوسی‌ها (cadusi) و آلبانی‌ها (albani) و کاسپی‌ها (Caspii) و ویتی‌ها(viti) و شماری دیگر از مردمان، تا جایی که به سکاها (scythians) می‌رسیم و از سوی دیگر به سرزمین هیرکانی و دربیک‌ها (Derbices) هستند، کادوسیان در مرز ماد و ماتیانی و پایین پرخوآتراس هستند.
استرابون(۶۳ ق. م) تپورها را ساکن پنج مکان متفاوت می‌داند. وی گروهی از تپورها را به عنوان کوهنشین‌های شمال کشور در کنار آمارد نام می‌برد. وی گروه دیگری از تپورها را میان هیرکانی‌ها و دربیک‌ها نام می‌برد. وی دسته دیگر تپورها را میان هیرکانی‌ها و آریا نام می‌برد. وی دسته دیگر از تپورها را در ماد نام می‌برد و مکان دسته دیگر از تپورها را در کنار آناریاکه‌ها می‌داند.
کیپر در کتاب جغرافیای قدیم خود تپورها را شعبه‌ای از اقوام آمارد می‌داند.
به گفته احمد کسروی طبرک نام دو دژ معروف در ری و اصفهان می‌باشد، یکی دژ طبرک در نزدیکی ری و دیگری کوه طبرک در نزدیکی اصفهان است شکل درست آن تپورک است و شکی نیست که هنگامی این دو مکان، نشیمن دسته‌هایی از قوم تپور بوده‌است.
به گفته یحیی ذکا در «کاروند کسروی» آورده‌است: آماردان یا ماردان، در زمان لشکر کشی اسکندر مقدونی به ایران، این تیره در مازندران نشیمن می‌داشتند و آن هنگام هنوز قبایل تپوران به آنجا نیامده بودند ولی سپس چنان‌که از گفته‌های استرابون پیداست در آذربایجان و ارمنستان و پارس و دیگر جاها پراکنده شدند.
تپورها تا عصر هخامنشی از بابل تا گرگان می‌زیستند و به گفته تئودور نلدکه و یوزف مارکوارت، خاک تپورها در بخش جنوبی تپورستان خاوری بوده که آن را پاتشوارش (پتشخوارگر) نام نهاده بودند.
فرادات حاکم تپورهای بخش شمالی تپورستان (دشت و هامون) بوده که با اسکندر مصالحه نمود و تپورهای بخش جنوبی تپورستان (کوهپایه و کوهستان) فرمانروای دیگری داشتند که حاضر به مصالحه با اسکندر نبودند و در نهایت فرادات بر سرزمین تپورهای کوهستان و آماردها دست یافت.
به اعتقاد یوزف مارکوارت تپوری‌ها در زمان اسکندر در آمارد ساکن شدند.
در نقشه‌ای که پومپونیوس میلا در سال ۴۵ میلادی ترسیم نمود طبرستان با نام تیبرانی در کرانه جنوبی دریای مازندران ذکر شده‌است. دراین نقشه به ترتیب از شرق به غرب اسامی آماردی، کادوسی، هیرکانی و تبیرانی در ساحل جنوب دریای خزر آمده‌است که تیبرانی همان قوم تپور یا تبر می‌باشد.
لاتیشف به نقل از دیونیس اسکندرانی مورخ قرن دوم میلادی اقوام اطراف دریای مازندران را بدین ترتیب نام می‌برد: سکاها، اون‌ها، کاسپ‌ها، کادوس‌ها، آلبان‌ها، ماردها، تپورها و هیرکانی.
به گفته ویلفرد مادلونگ، تپورها که در ابتدا در قسمت جنوب شرقی منطقه زندگی می‌کردند، در اوایل تحت تسلط هخامنشیان قرار گرفتند، آماردها توسط اسکندر بزرگ و بعداً توسط پارتیان شکست خوردند و در قرن دوم پیش از میلاد آنها را در اطراف ری اسکان دادند. قلمرو سابق آماردها توسط تپورها اشغال شده بود. بطلمیوس در ناحیه شرق دیلم در ساحل دریای مازندران تنها از تپورها یاد می‌کند. دیلم بخش کوهستانی گیلان بود.
دانشنامه ایرانیکا نواحی یاد شده در گزارش استرابون را در امتداد دروازه کاسپین (شهر بندری دربند یا Caspian Gates) و شهر باستانی ری (در جغرافیای یونای Rhaga) می‌داند که در سرزمین ماد واقع بوده‌است و چنین نتیجه‌گیری کرده که بنابر این گزارش، دسته دیگری از قوم تپور در آن نواحی گسترده شده بودند. طبق نظر دانشنامه ایرانیکا کوه‌های داخلی ساحل هیرکانی «کوه‌های تپوری» (Tapurian mountains) نامیده می‌شد، سپس مردم آنجا، در کوه‌های بین دربیک و هیرکانی ساکن شدند و تپورها به سمت دروازه کاسپین (دربند قفقاز) و راگا (ری) در ماد گسترش یافتند. این تپورهای غربی (قفقاز) می‌تواند نتیجه یک تقسیم قومی در شمال رود اترک (مرز هیرکانیا و داهه) دانست. و شاید تپورهای سرزمین هیرکانی نیای گروه دیگر از تپورئی‌ها باشند که ساکن سرزمین سکاها بودند و باقی مانده تپورها به شرق و جنوب به سوی مارگانیا (محدوده بین هیرکانیا و آریا) حرکت کردند و گروه دیگر به سمت رودخانه تجن به سمت آریا حرکت کردند. به اعتقاد دانشنامه ایرانیکا تپوری‌های کاسپین (قفقاز) می‌تواند نشان دهنده مهاجرت بعدی به سمت غرب در امتداد بزرگراه اصلی شرق به غرب از مارگانیا باشد. این گروه از تپورها هزار سرباز برای جنگ گوگمل تهیه کرده بودند. ظاهراً تپورها با هیرکانی‌ها در یک صف قرار گرفتند. اسکندر بعدها تپورها را مطیع خود ساخت و وقتی اسکندر وارد شد و تپورها توسط یک ساتراپ جدا (ساتراپ تپور) اداره می‌شدند و آماردها نیز به آنها واگذار شدند.
احسان یارشاطر در کتاب تاریخ ایران کمبریج در صفحه ۷۶۶ چاپ ۱۹۸۳، تپوری‌ها قومی خوانده‌است که در دوران فرهاد یکم اشکانی، از پرثوه (Parthyene) به مناطق مرکزی جنوب دریای خزر (مازندران کنونی و حوالی آن) کوچانده شدند و تپورها با قوم آمارد، در همسایگی غربی‌شان، درآمیخته شد و با هضم در جوامع آریایی، قومیت کنونی مازندرانی را تشکیل دادند.
اسدالله عمادی ادعای کوچ قوم تپور از پرثوه به مازندران را رد می‌نماید و می‌گوید پیش از آنکه اشکانیان به قدرت برسند تپورها در مازندران ساکن بودند و کراتر فرمانده یونانی از سرزمین آنها گذشت. نظر مورخان یونانی نیز موافق با نظر اسدالله عمادی می‌باشد و کتزیاس مورخ یونانی عصر هخامنشی سرزمین تپوری را همان مازندران می‌داند و سرزمین تپوری را سرزمینی ما بین هیرکانی و کادوسی معرفی می‌کند و پولیبیوس نیز کوه‌های تپوری را همان کوه‌های مازندران می‌داند و به این کوه بین دروازه کاسپین (گرمسار) و دریای هیرکانی اشاره می‌کند و استرابون به سرزمین تپوری در نزدیکی ری و دروازه کاسپین (گرمسار) اشاره می‌کند و آریان و کوینت کورس در شرح جنگ‌های اسکندر مقدونی و هخامنشیان به یک ساتراپ به نام ساتراپ تپوری در حاشیه دریای مازندران اشاره می‌کنند که سرزمین آمارد نیز به آن ضمیمه شده بود.

### تپورها در عصر آشوریان
به گفته کتزیاس (۴۴۱–۳۹۲ق. م) نینوس پادشاه آشور تپوریان را مطیع خویش کرد.
کتزیاس از قوم تپور در کنار هیرکانی و کادوسی به عنوان یکی از نواحی نام می‌برد که توسط نینوس پادشاه آشور فتح شدند. به گزارش کتزیاس: از سرزمین‌های واقع در دریا و دیگر سرزمین‌های هم‌مرز با آن‌ها، نینوس مصر و فنیقیه را تحت سلطه خود درآورد، سپس سیلسیرا، کیلیکیه، پامفیلیه و لیکیه، و همچنین کاریا، فریگیه و لیدیه. بعلاوه، او ترود، فریگیه را در هلسپونت، پروپونتیس، بیتینی، کاپادوکیه و همه ملل بربر که در سواحل پنتوس تا تنائیس ساکن هستند تحت کنترل خود قرار داد. او همچنین خود را حاکم سرزمین‌های کادوسی، تپوری، هیرکانی، درانگی، دربیکی، کارمانی، کورمنایی و بورکانی و پارت کرد. او هم به پارس و هم به سوزیانا و کاسپین حمله کرد، همان‌طور که می‌گویند، گذرگاه‌های بسیار تنگی وارد آن می‌شوند، به همین دلیل به عنوان دروازه‌های کاسپین شناخته می‌شوند. بسیاری از ملل کوچکتر دیگر را نیز تحت سلطه خود درآورد، که صحبت دربارهٔ آنها کار طولانی خواهد بود. اما از آنجا که حمله به باکتریا دشوار بود و شامل بسیاری از مردان جنگجو بود، پس از زحمت و تلاش بیهوده، او جنگ با باکتریا را به زمان دیگری موکول کرد و نیروهای خود را به آشور بازگرداند و مکانی را برای تأسیس یک شهر بسیار بزرگ انتخاب کرد.

### تپورها و آماردها در عصر هخامنشیان
آریان مورخ یونانی ترکیب سپاه هخامنشی در جنگ گوگمل را چنین آورده‌است: باختری‌ها، سغدی‌ها و هندی‌های مجاور باختر به فرماندی بسوس والی باختر بودند. ساک‌ها که از سکاهای آسیایی و مستقلند ولی متحد داریوش می‌باشند و تحت فرماندهی ماباسس هستند. هندی‌های کوهستان تحت فرماندهی برسائت والی رخج بودند.
سوارهای پارتی، هیرکانی و تپوری تحت فرماندهی فراتافرن بودند. مادی‌ها، کادوسی‌ها و سکاها تحت فرماندهی آتروپات بودند. سکنه دریای سرخ را اُرُن‌توبات و آریوبرزن و اکسی‌نِس اداره می‌کردند. بر شوشی‌ها و اوکسیان اُگزاتر پسر آبولیتاس ریاست داشت و بر بابلی‌ها، سی‌تاکیان و بر کاریان، بوپار ریاست داشت. ارمنی‌ها به سرداری اُرونت و میثروس‌تِس بودند و کاپادوکی‌ها به سرداری آری‌آرسِس بودند و سل سوریان و بین‌النهرینی‌ها به فرماندهی مازه والی بابل بودند.
آریان در مورد آرایش جنگی چنین آورده‌است: در جناح چپ سواره نظام غربی و دهایی و رخجی صف بسته بودند و نزدیک آن سواره نظام و پیاده‌نظام پارسی که با هم مخلوط بودند. در جناح راست سل سوریان، اهالی میانرودان، مادی‌ها، پارتی‌ها، سکاها و پس از آن تپوری‌ها و هیرکانی‌ها ایستاده بودند. در قلب، داریوش با تمام خانواده و نجبای ایران قرار گرفته بود و هندی‌ها و کاریان و آناپاست‌ها و تیراندازان آمارد در اطراف او بودند.
بنابر گزارش کوینت کورس مورخ رومی، ۱۰۰۰ سواره نظام تپوری در جنگ گوگمل و در ارتش داریوش سوم هخامنشی حضور داشتند.

### نبرد آماردها با اسکندر
کوینت کورس می‌نویسد: در همسایگی هیرکانیا مردمی می‌زیستند که موسوم به ماردها بودند. اینها حاضر نشدند رسولانی نزد اسکندر فرستاده و تمکین کنند. این قضیه بسیار به اسکندر گران آمد و گفت: خیلی غریب است که یک مشت مارد نمی‌خواهند مرا فاتح بدانند. پس از آن از قشون خود عده ای از سپاهیان زبده برداشته و قصد ماردها حرکت کرد و در طلیعه صبح مقابل آنها پدید آمد. ماردها بلندی‌ها را اشغال کرده بودند و اسکندر پس از جنگ آنها را از مواقعشان براند. بر اثر این احوال آنها به داخل مملکت خود عقب نشستند و دهات همجوار به دست مقدونی‌ها افتاد. ولی پس از آن حرکت قشون مقدونی به درون ولایت آنها دچار مشکل گردید، توضیح آنکه جنگل‌های وسیع و کوه‌های بلند در اینجا زیاد بود و بومی‌ها جلگه‌ها را هم با استحکاماتی سد کرده بودند.
کوینت کورس این استحکامات را چنین شرح می‌دهد: تپوری‌ها مخصوصاً (به عمد) درختان را خیلی نزدیک به هم کاشته‌اند. پس از آنکه این درختها قدری نشو و نما کرد، ماردها جوانه‌های درختان را با دست در خاک فرو می‌برند و هر یک از جوانه‌ها جوانه‌های دیگری را بیرون می‌دهد ولی تپوری‌ها نمی‌گذارند جوانه‌ها به‌طور طبیعی برویند بلکه آنها را بهم نزدیک کرده گره می‌زنند و بعد این ترکه‌ها دارای برگهای ضخیم می‌گردد تمام این زمین را فرو می‌گیرد. بدین ترتیب از جوانه‌ها و شاخ و برگ‌های آنها دامی مانند تور ایجاد شده تمام راه را مسدود می‌دارد. برای حرکت قشون اسکندر چاره ای جز استعمال تبر نبود ولی آنهم در مقابل سختی درختان که از گره‌های زیاد و از شاخه‌های درهم دویده حاصل شده بود به کار نمی‌آمد.
از طرف دیگر تپوری‌ها در پناه استحکامات خود به مقدونی‌ها باران تیر می‌باریدند. بالاخره اسکندر امر کرد که این جنگل‌ها را از هر طرف احاطه کنند و اگر روزنه‌ای یافتند حمله برند. مقدونی‌ها چنین کردند و چون محل را نمی‌شناختند اغلب مقدونی‌ها راه را گم کردند. در این احوال تپوری‌ها اسب اسکندر که بوسیفال نام داشت را ربودند. اسکندر چون این اسب را خیلی دوست می‌داشت در خشم فرورفت جارچی فرستاده، تهدید کرد که اگر اسب او را پس ندهند به احدی امان نخواهد داد. پس از این تپوری‌ها اسب را به او رد کردند با وجود این اسکندر امر کرد درختان را بیندازند از کوه خاک آورده روی جوانه‌ها و شاخ و برگ‌ها بریزند. مقدونی‌ها به اجرایی امر اسکندر پرداختند و تپوری‌ها چون دیدند استحکامات آنها بدین ترتیب خراب خواهد شد فرستاده‌ای فرستادند و تمکین کردند. پس از آن اسکندر فرادات را حاکم آنها قرار داده و به اردوی خود برگشت.
فرادات حاکم تپورهای بخش شمالی تپورستان (دشت و هامون) بوده که با اسکندر مصالحه نمود و تپورهای بخش جنوبی تپورستان (کوهپایه و کوهستان) فرمانروای دیگری داشتند که حاضر به مصالحه با اسکندر نبودند و در نهایت فرادات بر سرزمین تپورهای کوهستان و آماردها دست یافت.
به گفته ویلفرد مادلونگ، تپورها که در ابتدا در قسمت جنوب شرقی منطقه زندگی می‌کردند، در اوایل تحت تسلط هخامنشیان قرار گرفتند، آماردها توسط اسکندر بزرگ و بعداً توسط پارتیان شکست خوردند و در قرن دوم پیش از میلاد آنها را در اطراف ری اسکان دادند. قلمرو سابق آماردها توسط تپورها اشغال شده بود. بطلمیوس در ناحیه شرق دیلم در ساحل دریای مازندران تنها از تپورها یاد می‌کند. دیلم بخش کوهستانی گیلان بود.

### فرادات حاکم تپورها در عصر اسکندر
فرادات فرمانده قوم تپور در نبرد هخامنشیان و یونانیان و همچنین والی تپورستان در عهد خشیارشاه و اسکندر مقدونی می‌باشد.
به گزارش لوسیوس فلاویوس آریان گزنفون مورخ یونانی زمانی که اسکندر به ولایت هیرکانیا رفت قشون خود را سه قسمت کرد؛ قسمتی که از همه زیاد تر بود با خود به زادراکرات برد و قسمت دیگر را با کراتر به مملکت تپوری‌ها (تپوری‌های ساکن در هیرکانیا) برد و قسمت سوم را به سرداری اری گیوس مأمور بود که با بار و بنه و خارجی‌ها حرکت کند.
پس از اینکه اسکندر از معابر هیرکانیا گذشت وارد زادراکرات (ساری یا استراباد) شد در اینجا کراتر به او رسید. در این هنگام ارته باذ با سه پسر خود که نامشان سوفن و آریو برزن و ارسام بود نزد اسکندر آمد. فرادات فرمانده تپوری‌ها و نمایندگان یونانی‌های اجیر هم با اینها آمدند. اسکندر ارته باذ را به احترام پذیرفت و فرادات را فرمانده تپورها و والی تپورستان ابقا کرد.
پس از آنکه اسکندر وارد شهر آروس گردید و کراتر و اریگسوس را در اینجا یافت. آنها فرادات حاکم تپوری‌ها را همراه آورده بودند. اسکندر این اسیر را خوب پذیرفت. پس از آن آن مناپیس را که در زمان اُخُس فرار کرده و به دربار فلیپ پناهنده شده بود والی هیرکانیا کرد و فرادات را به حکومت تپورستان ابقا داشت.
اسکندر پس از دست یابی به سرزمین آمارد ولایت آمارد را به تپورستان که والی آن فرادات بود ضمیمه کرد.

### شکل‌گیری ساتراپ تپوری در دوران اسکندر
اسکندر پس از دست یابی به سرزمین آمارد ولایت آمارد را به تپورستان که والی آن فرادات بود ضمیمه کرد.
نواحی شرقی کشور که شامل ایران و بخش‌هایی از آسیای میانه و هندوستان بودند و از چهارده ساتراپ نشین تشکیل می‌شدند که ساتراپ تپور به انضمام سرزمین آمارد یکی از این ساتراپ‌ها بود.

### تپورها در عصر سلوکیان و اشکانیان
در دوران اسکندر مقدونی سرزمین آمارد به سرزمین تپور ضمیمه گشت.
تیرداد اشکانی دومین پادشاه اشکانی هیرکانیا و کومس و کناره‌های جنوبی دریای مازندران که مملکت اقوام تپوری بود را به تصرف خود درآورد و پایتخت خود را به شهر سلوکی صد دروازه در ناحیه کومس انتقال داد. تیرداد اشکانی در سال ۲۲۱ پیش از میلاد در گذشت و ارشک دوم به پادشاهی رسید و قلمروی پارتیان تا سال ۲۰۹ پیش از میلاد تا همدان در ماد می‌رسید. سرزمین تپوریه در زمان ارشک دوم مورد حمله آنتیوخوس سوم قرار گرفت. آنتیوخوس سوم در عین اینکه با پایداری سختی مواجه بود به سرزمین تپوریه در البرز تاخت و هیرکانیا را نیز به تصرف خود درآورد و با ارشک دوم پیمان یگانگی بست. در این دوره پادشاهی اشکانی با وجود اینکه با فتوحات سلوکیان محدود و کوچک شده بود ولی بر پا ماند. پس از آن نیز با تاخت و تازهای دولت یونانی بلخ بار دیگر قلمرو شاهنشاهی اشکانی کوچکتر شد. پس از مرگ ارشک دوم در سال ۱۹۱ پیش از میلاد فریاپت شاه شد و دو پسر به نام‌های فرهاد و مهرداد داشت که فرزند بزرگتر فرهاد شاه شد. در این دوره آنتیوخوس سوم در جنگ با روم شکست خورده بود و در دفاع از قلمروی خود ناتوان شده بود. فرهاد اول بر آماردیان و دیگر اقوام ساکن رشته کوه‌های البرز تاخت و سرزمین تپوریه و هیرکانیا و سایر نواحی را به تصرف خود درآورد و مرز پارت را تا مغرب دربند خزر گشود و آماردیان را به شهر خاراکس (خوار) کوچ داد. پس از فرهاد قدرت به برادرش مهرداد یکم رسید. در این دوره سرزمین تپوریه مدتی تحت تسلط اوکراتید حاکم دولت یونانی بلخ درآمد ولی مهرداد یکم در سال ۱۶۰ پیش از میلاد سرزمین تپوریه را بار دیگر به تصرف خود درآورد. سرزمین تپوریه تا زمان بلاش یکم تحت سیطره اشکانیان باقی ماند ولی در زمان بلاش اول سرزمین تپوریه و دیگر نواحی جنوبی دریای مازندران مورد حمله و تاخت و تاز آلان‌ها قرار گرفت و حتی آلان‌ها از جنوب دریای مازندران و سرزمین تپوریه گذشته و به این طرف و آن طرف ارس در حال تاخت و تاز بودند ولی به نظر می‌رسد بلاش توانست کنترل سرزمین تپوریه را در دست بگیرد و بطوریکه در اواخر عهد اشکانیان خاندان گشنسب شاهان گرشاهی بر ولایت تپوریه حکم می‌راندند و حتی در دوران شاهنشاهی ساسانی قلمروی خود را تا گیلان توسعه دادند.

### اخراجآمارد‌هاو ورود قوم تپور به به نواحی آماردنشین

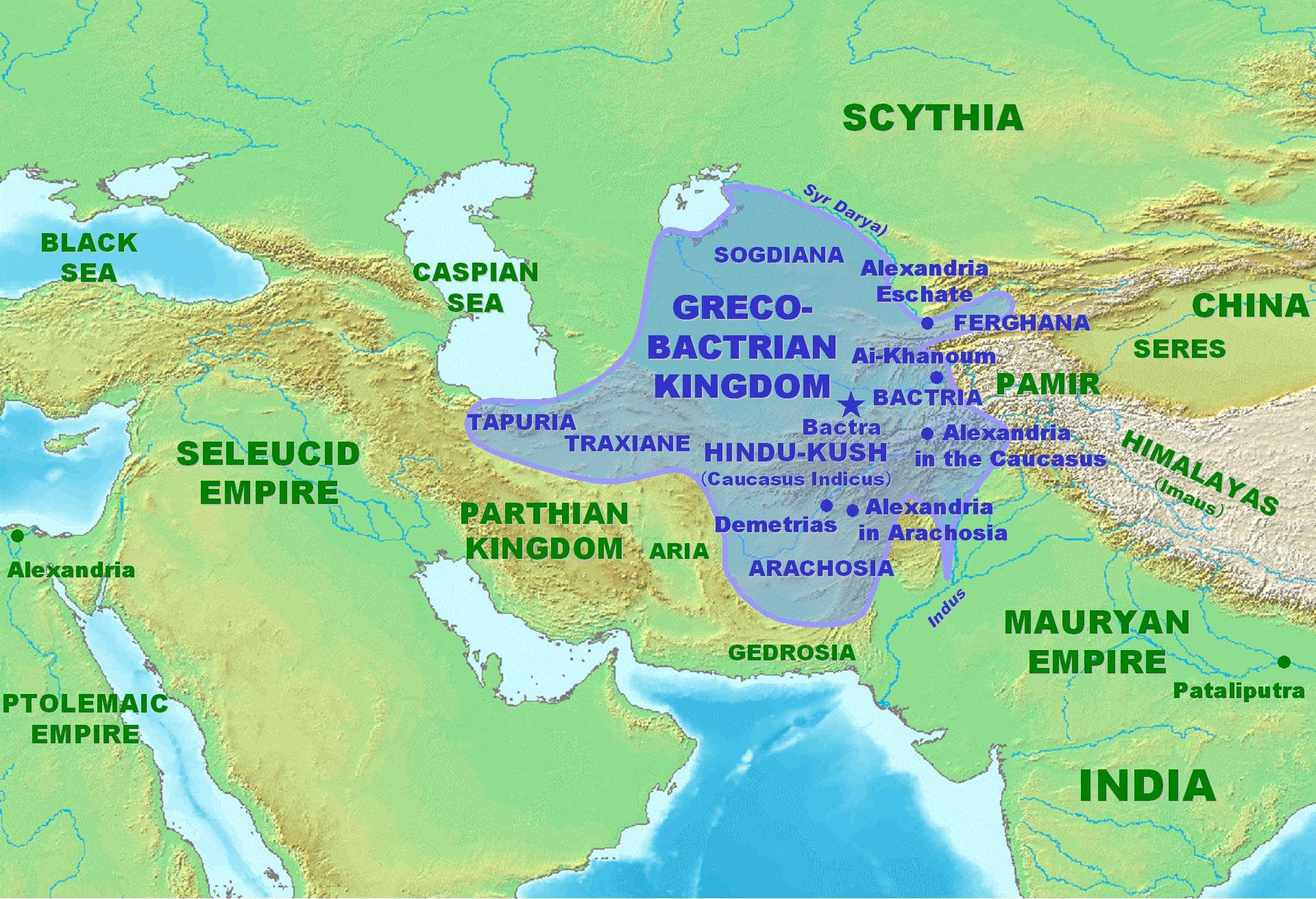
نقشه دولت یونانی بلخ. نام سرزمین Tapuria در جنوب دریای خزر دیده می‌شود.

تپورها و آماردها در همسایگی یکدیگر بودند و پس از کوچ اجباری آماردها، تپورها در نواحی آماردنشین جایگزین آماردها گشتند.
به گفته ویلفرد مادلونگ، آماردها توسط اسکندر بزرگ و بعداً توسط پارتیان شکست خوردند و در قرن دوم پیش از میلاد آنها را در اطراف ری اسکان دادند. قلمرو سابق آماردها توسط تپورها اشغال شده بود. بطلمیوس در ناحیه شرق دیلم در ساحل دریای مازندران تنها از تپورها یاد می‌کند.
پس از قدرت‌گیری اشکانیان، در دوران فرهاد یکم اشکانی، فرهاد به آماردها حمله کرد و پس از شکست آنان، قوم آمارد وادار به کوچ اجباری به بیرون از حاشیه جنوبی دریای مازندران شدند.
تپوری‌ها در عصر آشوریان، هخامنشی و اسکندر در ارتفاعات البرز و در منطقه ای بین هیرکانیا و آمارد سکونت داشتند. کوچ گسترده برخی تیره‌های قوم تپور و جایگزین شدن این بخش از تپوری‌ها به جای آماردها در نواحی غربی در دوران فرهاد اشکانی به شکل‌گیری سرزمین تپورستان منجر شد. چنانچه بعدها از سرزمین تپورستان در نقشه‌های جغرافیایی یونانی و رومی و گزارش مورخان یونانی و رومی، چه در دوران اشکانیان و چه در دوران ساسانیان می‌توانیم ببینیم. مانند تصویر نقشه‌ای از قلمرو دولت یونانی بلخ که ارائه شده‌است؛ که در پی شکست اشکانیان از دولت یونانی بلخ، تپورستان باستان (TAPURIA) و خراسان باستان (TRAXIANE) برای مدتی در تصرف دولت یونانی بلخ مانده بود. پس از حمله عرب‌ها و اشغال ایران به‌دست عرب‌ها، تپورستان در نوشته‌ها و منابع ایرانی و عربی به طبرستان معرب گشت و پسوند نام بسیاری از بزرگانش، طبری بود، چون محمد بن جریر طبری و ابن ربن طبری و مازیار بن قارن طبری و فضل بن قارن طبری و …
طبرستان تا سیصد سال در برابر حملات عرب‌ها پایداری کرد و مستقل ماند و هرگز به تصرف ترکان و مغولان در نیامد.

### گشنسب شاهان تپورستان
گشنسب شاهان یا گشنسپداد گرشاهی سلسلهٔ پادشاهی در طبرستان بوده که در عصر اشکانیان در منطقه کوهستانی شرق مازندران شکل گرفت.
این سلسله در اوایل عصر ساسانی قلمروی خود را تا گیلان گسترش دادند. در دوران اردشیر ساسانی قلمروی گشنسب شاهان علاوه بر رویان و طبرستان شامل گیلان، دیلمان و دماوند می‌شده‌است.
ریشه خاندان گشنسپداد گرشاهی به مناطق کوهستانی شرق طبرستان می‌رسد و واژه گر به مردمان طبری کوهستان شرقی طبرستان گفته می‌شد. از آنجا که این خاندان ساکن در منطقه کوهستانی مازندران بودند گرشاه لقب گرفتند. لقب پتشخوارگرشاه به پادشاه‌هان کوهستان طبرستان داده می‌شد.
به اعتقاد برخی مورخان این سلسله در سال ۳۳۰ قبل از میلاد مسیح در ناحیه تپوری نشین دریای خزر واقع در کوهستان شرق مازندران شکل گرفت. اردشیر برزگر در کتاب خود آغاز پادشاهی خاندان گشنسپ شاهان را پس از مرگ اسکندر مقدونی در قرن سوم پیش از میلاد می‌داند ولی مشخص نیست که آیا گشنسب شاهان از نسل فرادات، حاکم طبرستان در زمان هخامنشیان و اسکندر، است یا خیر. به اعتقاد برخی مورخان دیگر این سلسله در سال ۱۷۰ قبل از میلاد مسیح پس از کوچ برخی از اقوام تپور از شرق مازندران به منطقه آمارد در غرب مازندران (رویان) به مرکزیت آمل شکل گرفت.
گشنسب شاهان تا سال ۵۳۱ میلادی در طبرستان سلطنت می‌کردند. دوام حکومت و فرماندهی خاندان گشنسب در طبرستان تا روزگار فیروز ساسانی ادامه داشته‌است که در این زمان ترکان صحرانورد ماوراء جیحون به خراسان و مرزهای تپورستان (طبرستان) تاخته‌اند. کاری از گشنسب شاهان برنیامد ولی کیوس فرزند ارشد قباد شاه ساسانی، به امر پدر به کمک مردم طبرستان شتافت و کیوس به فرمان برادر با سپاهی انبوه از تبرستانی‌ها به سمت خراسان رفت و خاقان ترک را شکست داد. از این زمان حکومت خاندان گشنسب پایان یافت و حکومت به ساسانیان منتقل شد. در این سال کیوس، پسر مهتر قباد و برادر خسرو انوشیروان، خود از طرف پدرش قباد به فرمانروایی در طبرستان پرداخت. کیوس آیین مزدکی داشت و مزدکیان می‌خواستند او را به پادشاهی بنشانند از این جهت خسرو انوشیروان او را از طبرستان برداشته، قارن پسر سوخرا را به جای او گماشت. از این تاریخ سلسله کارنوندیان در طبرستان روی کار می‌آیند که ایشان را آل قارن می‌خوانند.

## سلسله‌های ساسانی‌تبار تبرستان

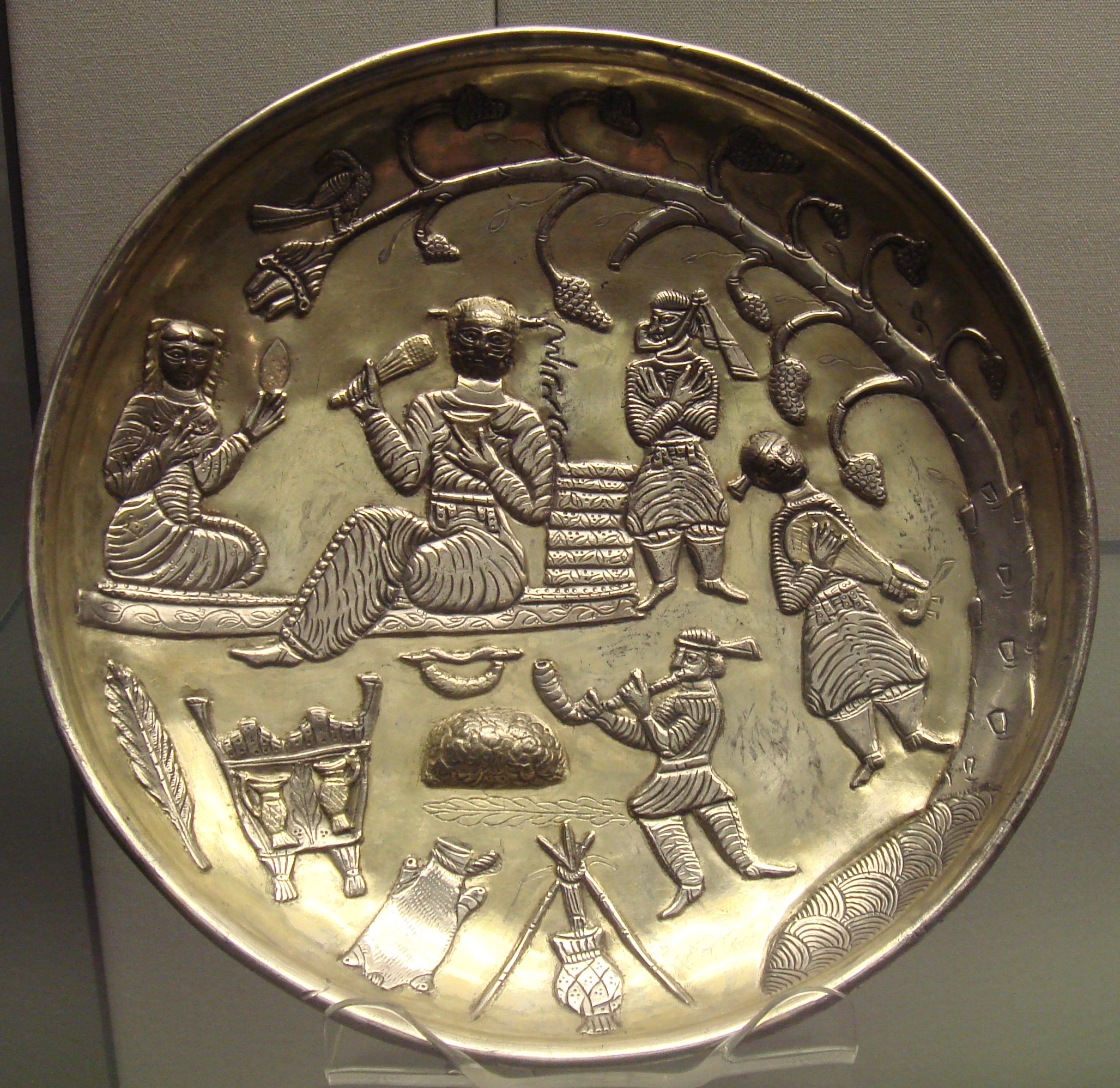
بشقابی ساخته‌شده از نقره و طلا مربوط به قرن‌های ۷ یا ۸ که به سبک ساسانی ساخته‌شده‌است و اکنون در موزه بریتانیا نگه‌داری می‌شود.

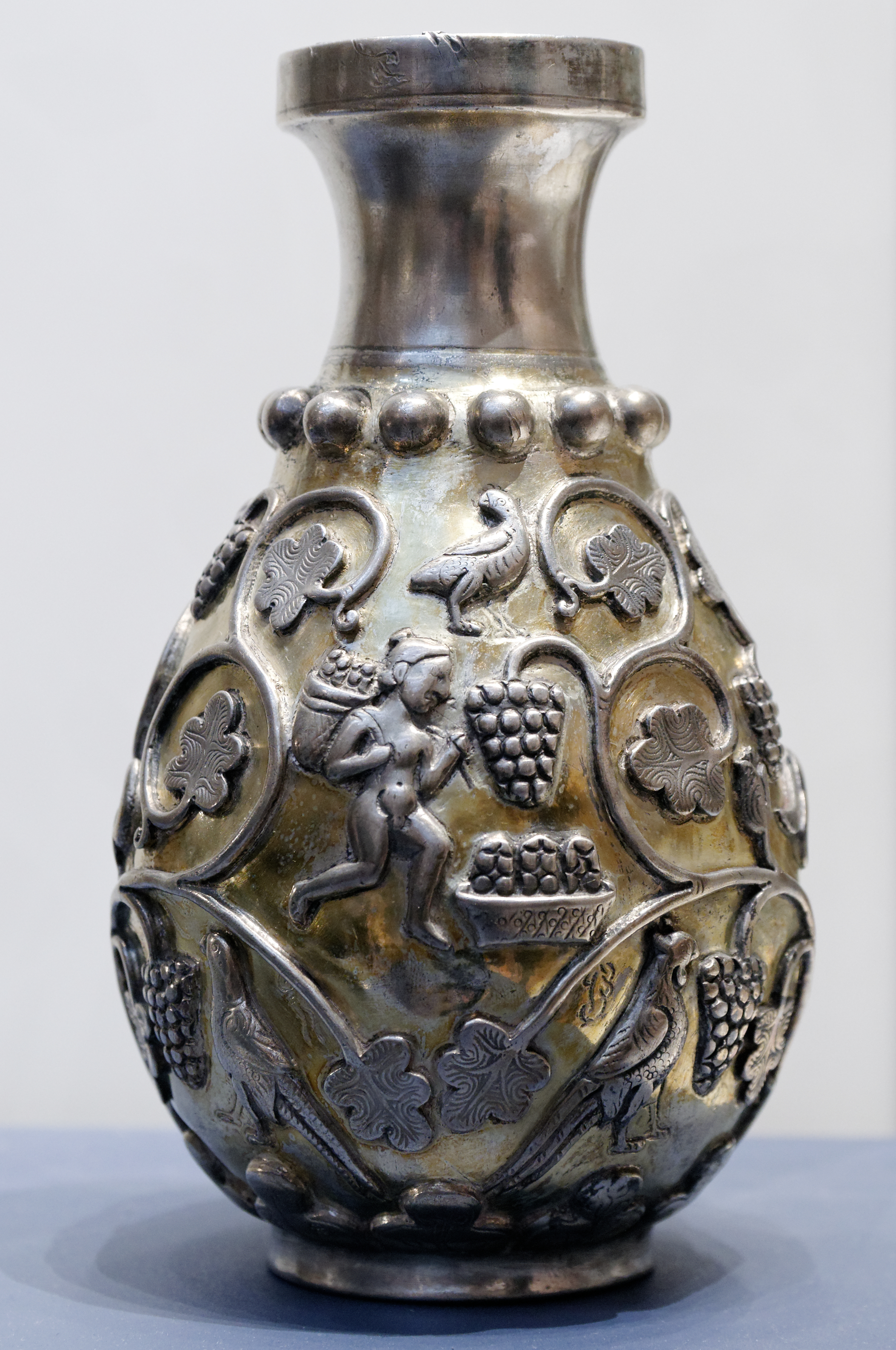
یک جام از ساسانیان یافته شده در طبرستان

### کارن‌وندیان
ابتدای شاهی این سلسله در طبرستان از زمان انوشیروان خسرو اول پسر کیقباد بود که قارن پسر سوخرا را از سال ۵۶۵ میلادی و بعد رتبهٔ اسپهبدی طبرستان داد و حکومت این ناحیه را وارث به خانواده او مخصوص گردانید. لازم به ذکر است که به تخت نشستن کیوس در تبرستان را مبدأ گاهشماری تبری می‌دانند که برابر با سال ۴۸۸ میلادی می باشد. قارن و فرزندانش در کوهستان‌های شهریار کوه و کوه قارن فرمانروایی می‌کردند، به همین دلیل آن‌ها را جرشاه یا ملک‌الجبال می‌نامیدند.
طی هجوم ارتش اعراب مسلمان به ایران و سپس روی کار آمدن عباسیان و امویان، اعراب فشارهای بسیاری به طبرستان اعمال کردند تا شاید دریچه‌ای برای فتح این بلاد بیابند ولی بی‌اثر بود یکی از حکومت‌هایی که در مقابل اعراب مقاومت می‌نمود خاندان آل‌قارنوندیان بود.
این سلسله بارها با عباسیان جنگید یا به صورت گفتگو به مناظره پرداخت ولی مشکلی از طرفین حل نمی‌شد. یکی از شاهان بزرگ قارن‌وندی وندادهرمز نام دارد. وی حدود ۵۰سال تلاش کرد تا بتواند عباسیان را نرم و راضی نماید. وی، توسط مترجمی که زبان مازندرانی را به عربی ترجمه می‌کرد، با خلیفه عباسی «مأمون» ارتباط برقرار می‌کرد.
از دیگر بزرگان این خاندان مازیار است. وی جلوی گسترش اسلام در طبرستان را گرفت و با سخنانش در مقابل خلیفه رابطهٔ عباسیان را با خاندانش پایمال کرد وی هم‌زمان با بابک خرمدین در آذربایجان علیه حکومت وقت قیام کرد و یک بار دستگیر شد و به زندان فرستاده شد ولی پس از آزادی دوباره به مخالفت پرداخت و سرانجام در سال ۸۳۹ میلادی، درحالی که ۳۵۱ سال از تأسیس سلسله قارنوندیان می‌گذشت، مازیار با لشکرکشی‌های عظیم عباسیان به قتل رسید.

### دابویگان
پس از مرگ گاوباره پسرانش حکومتش نصف کردند و دابویه که فرزند بزرگتر بود در سال ۶۸۱ میلادی به حکومت گیلان و جنوب طبرستان (کوهستان‌های البرز و ساری کنونی) رسید.
آل‌دابویه در زمان مهدی عباسی توسط وی برچیده شد.

### پادوسپانیان
این سلسله توسط پادوسبان یکم، که برادر دابویه محسوب می‌شد، هم‌زمان با آل‌دابویه تأسیس گردید و با توجه به کوچک بودنش عمر بسیاری کرد و دومین سلسله بلند جهان، پس از دودمان یاماتو در ژاپن، محسوب می‌شود. البته قلمرو این حکام فقط رویان و کجور و لاریجان ختم می‌شد.

### باوندیان

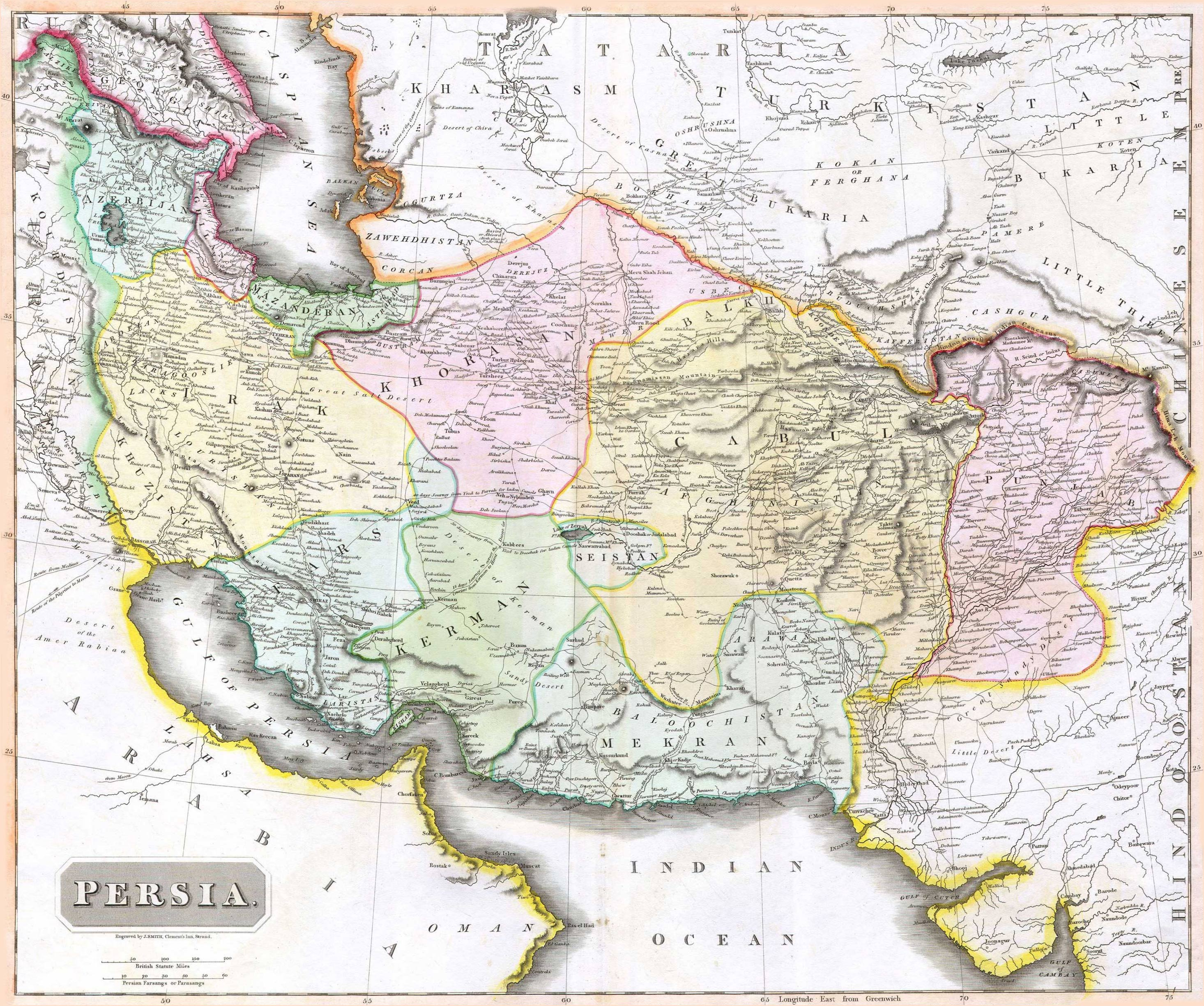
سراسرنمای نقشه قدیم ایران ۱۸۱۴ میلادی، ایالت مازندران که چنداستان را در بر می‌گرفته‌است

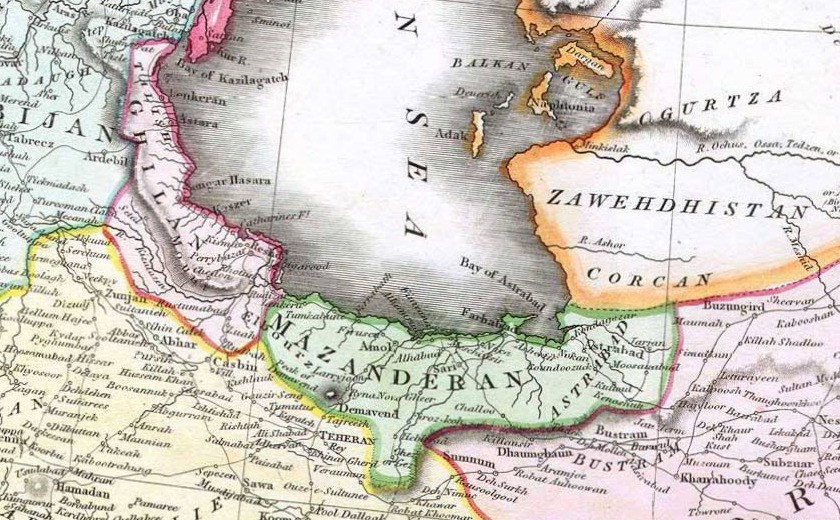
نقشه قدیم مازندران ۱۸۱۴ میلادی

قباد یکم سه پسر داشت، که کاووس ارشد بود، فرزند دوم ژم که از یک چشم نابینا بود و پسر سوم او خسرو نام داشت. کاووس تربیت یافتهٔ مزدکیان (دینی که در آن دوران رشد یافت) بود. قباد خصالی که شایسته پادشاهان است در خسرو جمع می‌دید؛ بنابراین فرزند کوچک خود را، بر پسر ارشد یعنی کاووس که علناً پیرو کیش مزدک بود، ترجیح داد و همین امر تبدیل و تغییر عقیده شاهنشاه را نسبت به این فرقه که در آغاز به آن گرویده بود، به‌طور وضوح آشکار می‌کند.
در سال ۵۳۱ میلادی، در هنگام مرگ پدر، کاووس فرمانروای طبرستان بود. موبدان زرتشتی از پسر کوچک‌تر قباد، انوشیروان که سخت ضدمزدکی بود، پشتیبانی کردند و سرانجام خسرو انوشیروان در سنه۵۳۱ میلادی، بر تخت شاهی نشست.
یکی از ذریّه کاووس، باو نام داشت که پسر شاپور و نوهٔ کاووس به حساب می‌آمد. وی در رکاب خسرو پرویز، چند بار به پیکار رفت و از توجه شاه برخوردار شد سپس به حکومت طبرستان و آذربایجان منصوب گشت. چون شیرویه بر تخت نشست، او را به شهر استخر تبعید کرد. وی در آتشکده آن سامان گوشه عزلت گزید تا آن که آزرمیدخت او را به سپهسالاری برگزید. اما باوْ نپذیرفت تا نوبت به یزدگرد رسید و باو، این بار به درخواست شاه نزد وی رفت. پس از شکست سپاه ایران از اعراب، باو در راه خراسان از یزدگرد اجازه گرفت که به طبرستان رود و پس از زیارت آتشکده کوسان، در گرگان به وی بپیوند. باوْ در آن جا خبر قتل یزدگرد را شنید و سر بتراشید و در آتشکده مقام گرفت.
باو چندی بعد به درخواست مردم از حملات ترکان به تنگ آمده بودند، با این شرط که «مردان ولایت و زنان به بندگی او و فرزندانش را خط دهند» بیرون آمد و با سپاه توانست مهاجمان را از آن سامان براند و دولتی محلی تأسیس کند. وی پس از پانزده سال حکومت، سرانجام در ۶۰هجری قمری برابر ۶۸۰ میلادی توسط «آذر ولاش»، که مدعی حکومت بود، کشته شد و ولاش بر جای او نشست. از باو پسری به، نام سرخاب، بجا مانده بود که مادرش از ترس دشمنان او را به دیه دزا (دزدانکنار) برد و در خانه باغبانی به صورت ناشناس ادامه زندگی داد، خسرو (یکی از سپاهیان باو) به‌طور اتفاقی آن‌ها را دید و شناخت و باخود به کولا (روستای پایین کولا در۶کیلومتری ساری کنونی) برد، مردم آن آبادی (کولا) که از دوست داران پدرش باو بودند این کودک هشت ساله را مورد حمایت قرار داده و با هماهنگی اهالی کوه قارن بر ولاش شبیخون زدند و انتقام سختی از او گرفتند.
از آن پس باوندیان تا سال ۱۰۰۰میلادی حکومتی یک‌نواخت و کم‌حادثه‌ای داشتند؛ ولی در این سال با تأسیس و رشد سلسله زیاریان رقیبی در سطح منطقه برای باوندیان به‌وجود آمد. سرانجام شاهان زیاری در سنه ۱۰۰۰میلادی مطابق با ۳۹۷هجری قمری با کشتن شهریار بن دارا این دودمان را متلاشی کردند؛ ولی خاندان باوندی از بین نرفت و در سال ۴۶۶هجری مصادف با ۱۱۱۳میلادی دوباره باوندیان به رهبری حسام الدوله شهریار بن قارن بن سرخاب بن شهریار بر مسند قدرت نشستند؛ ولی به‌همین‌جا ختم نشد و سپس دوباره در سال ۶۰۶هجری با حمله مغول و قتل شمس‌الملوک رستم یک‌بار دیگر هم باوندیان فروپاشید و خاندان باوندی به کوهستان پناهنده شدند.
سپس در ۶۳۵هجری یک‌بار دیگر باوندیان موفق به سرپا نگه‌داشتن حکومتشان شدند و شخصی به نام اردشیر بن کینخوار، که شاعران و مورخان بسیاری از جنگ‌آوری وی تعریف می‌کنند، به رهبری باوندیان رسید؛ ولی باز هم در سال ۷۵۰هجری مصادف با ۱۳۴۹میلادی از سلسلهٔ نو بنیادی به نام جلاویان شکست خوردند و متلاشی شدند.
مورخان و کار شناسان مسائل تاریخی سلسله باوندیان را به سه دسته تقسیم کردند:
1. از حکومت باو تا دارا را شاخه کیوسیه نامیدند و همان‌طور که خواندید این سلسله در۳۹۷ هجری توسط زیاریان نابود شد.
2. از شروع حکومت حسام‌الدوله شهریار تا تصرف مازندران توسط مغلان را شاخهٔ جدیدی به نام اسپهبدیه می‌دانند.
3. و شاخهٔ آخر با به حکومت رسیدن اردشیر کینخوار شروع و با مرگ فخرالدوله حسن در ۷۵۰ هجری به پایان می‌رسد شاخه کینخواریه می‌نامند.[۹۷]

## سلسله‌های اسلامی و شیعی

### علویان طبرستان

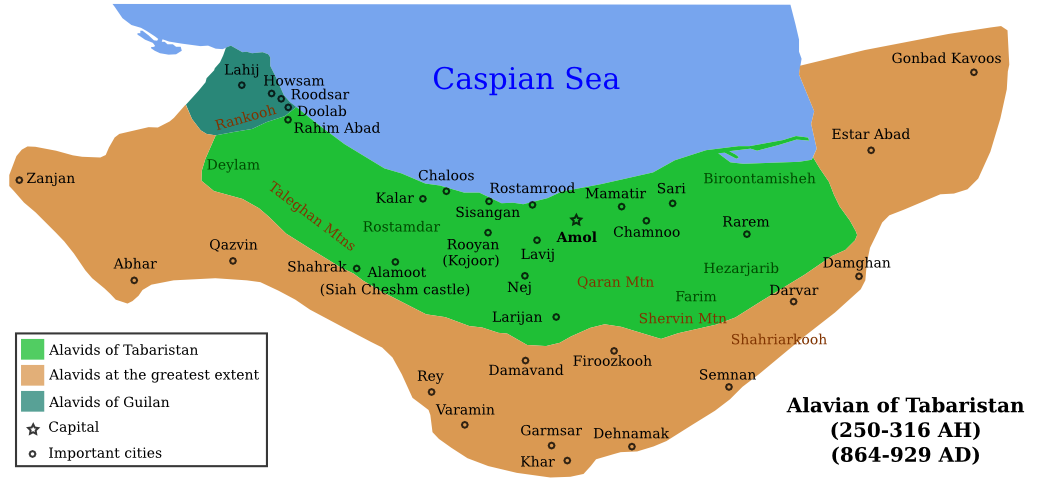
قلمرو علویان تبرستان

علویان طبرستان گروهی از بزرگان اولاد علی ابن ابی‌طالب به نام ائمه علوی بایزیدی در قرن دوم هجری در طبرستان قیام کردند. حسن بن زید ملقب به داعی کبیر در سال ۲۵۰ هجری در آن ناحیه ظهور کرد و عده بسیاری از افراد ناراضی و دست‌نشاندگان خلیفه (مانند طاهریان) او را تقویت کردند. وی به دعوت و نشر آئین تشیع زیدی و طرفداری از خاندان علی پرداخت.
مرکز حکومت آنان معمولاً آمل بود، انقراض آنان به دست آل زیار و سامانیان صورت گرفت.

### چلاویان
کیاهای چلاوی که با نام‌های چلاویان، آل‌چلاو،جلابیان یا  آل‌افراسیاب و افراسیابیان(جلاب و جلابی) نیز خوانده‌شده‌اند، نام سلسله‌ای محلی در تبرستان بوده‌است که در روز شنبه، ۲۷ محرم ۷۵۰ هجری‌قمری با قتل فخرالدوله حسن، واپسین اسپهبد باوندیان توسط کیا افراسیاب چلاوی تأسیس شد و ۷۶۰ هجری قمری منقرض شد .

### مرعشیان

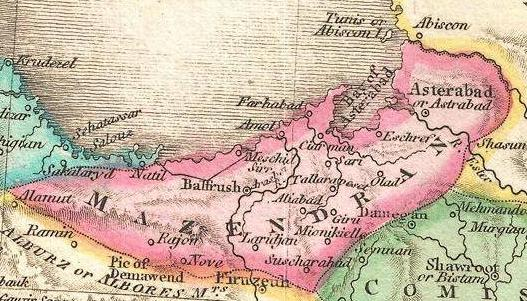

پس از برافتادن مغول مرعشیان که در مازندران پیدا شده بودند (سادات عرب که به مرعشیان مازندران معروفند) در سال ۷۶۰ه‍.ق میر قوم الدین مرعشی، حکومت مرعشیان را تأسیس کرد. در سال ۷۸۲ه‍.ق سید فخر الدین مرعشی فرزند میر قوام الدین با تصرف رستمدار (نور) قریهٔ واتاسان را در نزدیکی ناتل (پایتخت دشت رستمدار) بنا نهاد و مقر حکومت خود ساخت. اما به زودی امیر تیمور گورکانی (در ۷۸۶ ه‍. ق) به مازندران و رستمدار لشکر کشید و سادات مرعشی نیز از تیمور شکست خوردند.
امیر تیمور در لشکر کشی دوم خود به مازندران در سال ۷۹۴ه‍.ق به کلی سادات مرعشی را سرکوب کرد و بر رستمدار (نور) نیز تسلط یافت. مرعشیان به تبعید ماوراءالنهر که امیر تیمور در حقشان روا داشته بود رفتند.
قیام مرعشیان، محصول و نتیجه قیام سربداران بود که از آمل آغاز شد و این منطقه را نیز زیر چتر خود گرفت. چون شیخ خلیفه، مقتدای مذهبی سربداران - مرد پاکیزه روزگاری که از اهالی آمل بوده، پس از سیر و سلوک، راهی سبزوار شد و نطفهٔ قیام سربداران را در آن جا به بار نشاند و بعدها قیام مرعشیان، به عنوان شعبه‌ای از قیام سربداران در مازندران ایجاد شد.
مرعشیان، شیعه اثنی عشری بودند که با الهام‌گیری از تعلیم مذهبی - سیاسی رهبران مذهبی سربداران توانستند از آن به عنوان مکتبی برای قیام خود استفاده کنند.
یکی از اصول اساسی این قیام مبارزه با ظلم و ستم بود. ظلم و ستم در این دوره جنبه اجتماعی، اقتصادی و گاهی سیاسی داشت که بر رعایا اعمال می‌شد.
سید قوام با استفاده از بعد ستم ستیزی تشیع توانست بر حکام ظالم و ستمگر منطقه پیروز شود، از ویژگی‌های دیگر این قیام بسط عدالت و مساوات اجتماعی بود لیکن باز با انشقاق از هم‌رزم و هم کشی خود افراسیاب چلاوی، پیروزی از آن جناح شیخیان گردید فتوت، راستی، صداقت و راست کرداری از جمله خصوصیات پیروان سید قوام و کلا، حاکمیت وی بود. اکثر پیروان سید قوام را افراد پیشه‌ور و روستایی و بیشتر رعایا تشکیل می‌دادند. علل فروپاشی این نهضت را، بایستی در جنگ‌های متعدد آنان و نیز ظهور امیرتیمور، در شرق دانست که به هیچ‌یک از قیام‌ها و سلسله‌های محلی رحم نکرد و گویی وی برای سرکوبی این قیام‌ها آمده بود.

## تبرستان در زمان صفویان
از زمان یزدگرد سوم ساسانی تا زمان شاه عباس یکم صفوی، مازندران (تبرستان) پادشاهی یا اسپهبدنشینی مستقل یا ایالتی خودمختار بود و پادشاهان محلی بر آن حکومت می‌کردند.
ولی در دوره صفوی همهٔ سلسله‌های این سرزمین نابود شدند و مازندران از آن پس به عنوان ایالتی در دست شاهان ایران بود.

### اشغال توسط روسیه
در ۱۲ سپتامبر ۱۷۲۳ میلادی، با امضای عهدنامه سنت پترزبورگ تمام سرزمین‌های قفقاز شمالی، قفقاز جنوبی، گیلان، مازندران و استرآباد به روسیه واگذار شد.
شهرهای گیلان و مازندران حدود یک دهه در تصرف روس‌ها بودند. سرانجام عهدنامه رشت در سال ۱۷۳۲ میلادی توسط آنای روسیه جانشین پتر کبیر و نادرقلی‌خان، فرمانده کل قوای ایران، منعقد شد. بدین ترتیب قوای روس از گیلان و تمام سرزمین‌هایی که در دوران پتر اشغال شده بود، اخراج شدند.

## قاجاریهوانقلاب مشروطه

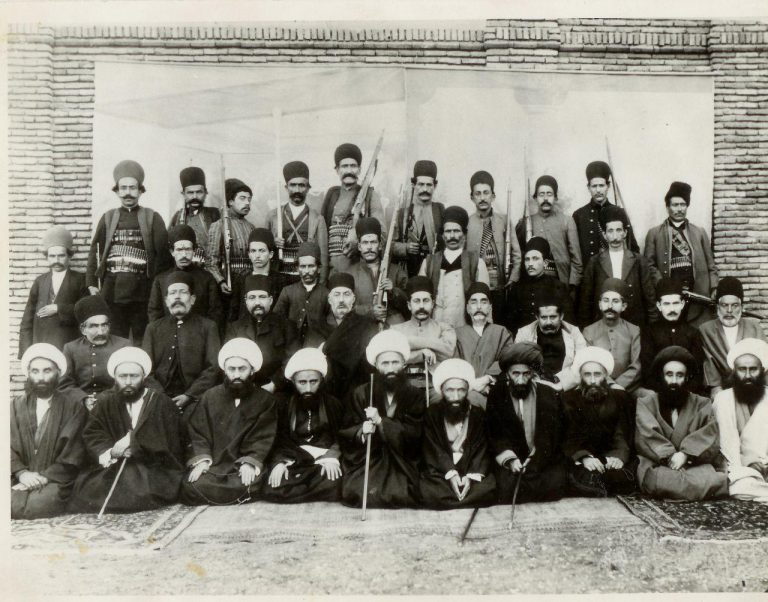
تعدادی از اعضای اتحاد ملی طبرستان

با گذشت دوازده سال از مشروطه نابسامانی‌های ایران برطرف نشد، در مازندران نیز همچون سایر مناطق کشور اوضاع مصیبت باری حاکم بود، در تهران نیز درگیری‌هایی بر سر قدرت وجود داشت، بنابراین بزرگان مازندران از زمینداران و بازرگانان و روحانیون اساس حزب اتحاد ملی طبرستان را ریختند.

### پیمان نظامیمازندرانواتریش
امپراتوری بزرگ اروپا، نمسه، بعد از جنگ جهانی اول تجزیه شد، اتریش باقیماندهی امپراتوری نمسه است.
روسیه از دشمنان اتریش بود و امیرمؤید در مازندران متنفّر از روسیه.
این دشمنی، اتریش و امیرمؤید را علیه روسیه به هم نزدیک کرد و اتحادی نظامی و سری در ۲۸ ماده در بارفروش به امضای امیر مؤید با مسئولیت کفیل استانداری مازندران و نمایندهٔ اتریش امضا شد تا در برابر دشمن مشترک یار هم شوند.
مازندران به اهالی اتریش اجازه ورود و خروج و گردش و زندگانی بدهد، و در مقابل اتریش در مسلح کردن نیروهای گارد ملی مازندران اقدام کند.
فرماندهی نیروهای مسلح مازندران و افراد اتریشی در مازندران به عهده امیرمؤید باشد.
هزینه این نیروهای مسلح مشترک یک-سوم با مازندران و دو-سوم با اتریش باشد.

## پهلوی اول

### تقی یاغی
در اواخر دوران قاجار به دلیل ضعف حکومت مرکزی آشفتگی زیادی در کشور به‌وجود آمده‌بود که این امر موجب شده‌بود برخی با جمع‌آوری افراد و مهمات به غارت و یاغی‌گری روی آورند. یکی از مشهورترین این یاغی‌ها تقی یاغی بود که با قلدری به اخاذی از ملداران، کشاورزان و مردمان می‌پرداخت. او بعدها توسط ژاندارمری سوادکوه (به دستور رضاشاه) سرکوب و دستگیر شد و نیروهایش تارومار شدند. در این درگیری‌ها همسر وی نیز کشته‌‌شد و فرزند کوچکش به‌سختی از چنگال مرگ گریخت. وی تلاش کرد تا با خواهش از زنی بانفوذ و صاحب‌منصب از شر ژاندارمری در امان بماند ولی تلاشش بی‌فایده بود. سرانجام دستگیر، و به تهران منتقل و چندی بعد اعدام شد.

### مشدی پروری

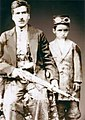
مشتی پلوری و فرزندش حسین

یک یاغی تبری بود که در شمال استان سمنان کنونی فعالیت داشت. البته وی برخلاف سایر یاغی‌ها با مردم کاری نداشت و عمدتاً با نیروهای حکومتی و خوانین درگیر بود و به همین دلیل از وی به عنوان یک عیار نیز یاد می‌شود. تاکنون دربارهٔ وی کتاب‌های زیادی نوشته و اشعار زیادی به طبری و فارسی گفته شده‌است و در میان مردم آن نواحی از وی به‌عنوان قهرمان یاد می‌شود.
وی درنهایت توسط تعدادی از یارانش که ازسوی دولت مرکزی اجیر شده‌بودند هنگام خواب به‌همراه پسرعمویش به ضرب گلوله برنو به قتل رسید.

## جمهوری اسلامی
این ناحیه در دوران جمهوری اسلامی طعمه زمین‌خواری، جنگل‌خواری، و ویلاسازی‌های سبک رومی بی‌حد‌و‌حساب شد و تاریخ و فرهنگ این ناحیه مورد تهدید قرار گرفت.
همچنین ازبین رفتن زیستگاه‌ های ببر مازندران به انقراض این حیوان انجامید.